# 镰翅冠雉属
镰翅冠雉属为雞形目凤冠雉科的一个属。本屬鳥類分布於中美洲及南美洲北部，目前下屬2個物種。

## 命名歷史
該屬是由德國鳥類學家約翰·格奧爾格·瓦格勒於1832年建立的屬。其模式種根據當時屬內單型而為褐镰翅冠雉。屬名來自古希臘語的（意指「在地面上的」）。

## 下属物种
本属包括以下物种：
- 黑镰翅冠雉 Chamaepetes unicolor Salvin, 1867
- 褐镰翅冠雉 Chamaepetes goudotii (Lesson, RP, 1828)

## 外部連結
- 维基共享资源上的相關多媒體資源：镰翅冠雉属
- 維基物種上的相關：镰翅冠雉属